# Eloro Pachino
L'Eloro Pachino  è un vino DOC la cui produzione è consentita nell'omonimo comune di Pachino in provincia di Siracusa.

## Vitigni con cui è consentito produrlo
- Nero d'Avola 100%[1]

## Caratteristiche organolettiche
- colore: rosso rubino tendente al granata intenso, con riflessi rosso mattone con l'invecchiamento;
- profumo : intenso, sentore di muschiato, generoso;
- sapore: asciutto, di corpo, tannico, retrogusto vellutato, robusto;

## Produzione
Provincia, stagione, volume in ettolitri
- nessun dato disponibile